# Delfinidina
Delfinidina é uma antocianidina que ocorre como um dos pigmentos primários das plantas e apresenta uma forte actividade antioxidante.
A delfinidina produz os tons azulados presentes em diversas flores, entre as quais as violetas e delphiniums. Também é responsável pela coloração azul-avermelhada de diversos frutos, entre os quais as uvaa que produzem os vinhos Cabernet Sauvignon, as uvas jaquê, as uvas concord, o arando-vermelho e a romã.
A delfinidina, como a maioria das antocianidinas, é sensível ao pH, mudando de coloração azul em meio básico para vermelho em soluções acídicas.

## Glicosídeos
Mirtilina (delfinidina-3-O-glucosídeo) e tulipanina (delfinidina-3-O-rutinosídeo) podem ser encontradas nos frutos do cassis (Ribes nigrum).
Violdelfina (delfinidina-3-rutinosídeo-7-O-(6-O-(4-(6-O-(4-hidroxibenzoil)-beta-D-glucosil)oxibenzoil)-beta-D-glucosídeo) é responsável pela cor azul purpurescente da flor de Aconitum chinense.